# Vladimír Mašata
Vladimír Mašata (14. října 1895 – 3. prosince 1977) byl český fotbalový záložník.

## Hráčská kariéra
V československé lize hrál za AFK Vršovice (dobový název Bohemians) v devíti utkáních. Byl jedním z prvních třinácti profesionálních hráčů tohoto klubu.

### Prvoligová bilance
| Ročník             | Zápasy | Góly | Minuty | Klub         |
| ------------------ | ------ | ---- | ------ | ------------ |
| I. liga 1925       | 7      | 0    | 594    | AFK Vršovice |
| I. liga 1925/26    | 2      | 0    | –      | AFK Vršovice |
| CELKEM I. ČS. LIGA | 9      | 0    | –      |              |